# Celica (kanton)
Celica – kanton w prowincji Loja, w Ekwadorze. Stolicą kantonu jest Celica.